# Трірське абатство святого Максиміна
Аба́тство свято́го Максимі́на (лат. Abbatia Sancti Maximini) — колишнє католицьке бенедиктинське абатство в місті Трір, Рейнланд-Пфальц, Німеччина. Одне з найстаріших у Західній Європі. Засноване у IV столітті святим Максиміном Трірським як чернеча обитель. Місцева церква святого Івана Богослова, де було поховано святого, стала місцем погребіння перших трірських єпископів. У VI столітті обитель перетворена на бенедиктинський монастир (згодом — абатство), що став носити ім'я засновника; так само було перейменовано церкву. Зруйноване вікінгами у 882 році. Відбудоване у 942—952 роках. Сильно постраждало у ХІІІ столітті внаслідок пожежі. У XII—XVII століттях вважалося імперським абатством. Конфліктувало з трірськими архієпископами, які 1669 року домоглися підпорядкування абатства своїй юрисдикції. 1674 року зруйноване французькими військами. Відбудоване в 1680—1684 роках. Секуляризоване 1802 року за Наполеонівської доби. Більшість монастирських будівель розібрані в ХІХ столітті на будівельні матеріали для казарм, в'язниці і школи. Остаточного руйнування зазнало в часи Другої світової війни. Від абатства збереглася брама і церква; остання перебудована у 1979—1995 роках й використовується як концертний зал. Також — монастир святого Максиміна (нім. Kloster St. Maximin), імперське абатство святого Максиміна (лат. Imperialis et exempta abbatia Sancti Maximini; нім. Reichsabtei St. Maximin).

## Галерея

Герб
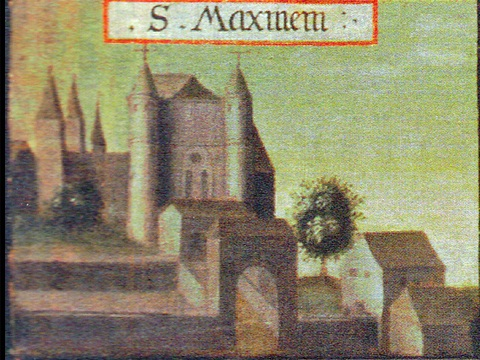
Абатство (XVI ст.)
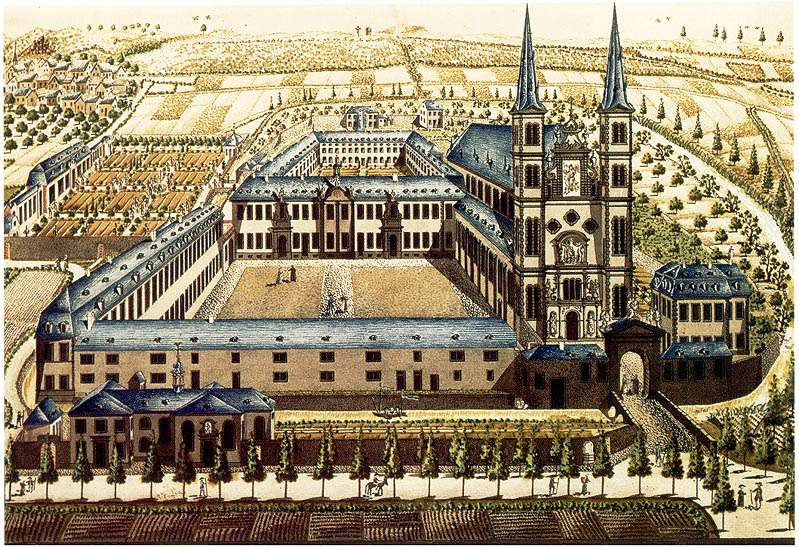
Абатство святого Максиміна (XVIII ст.)
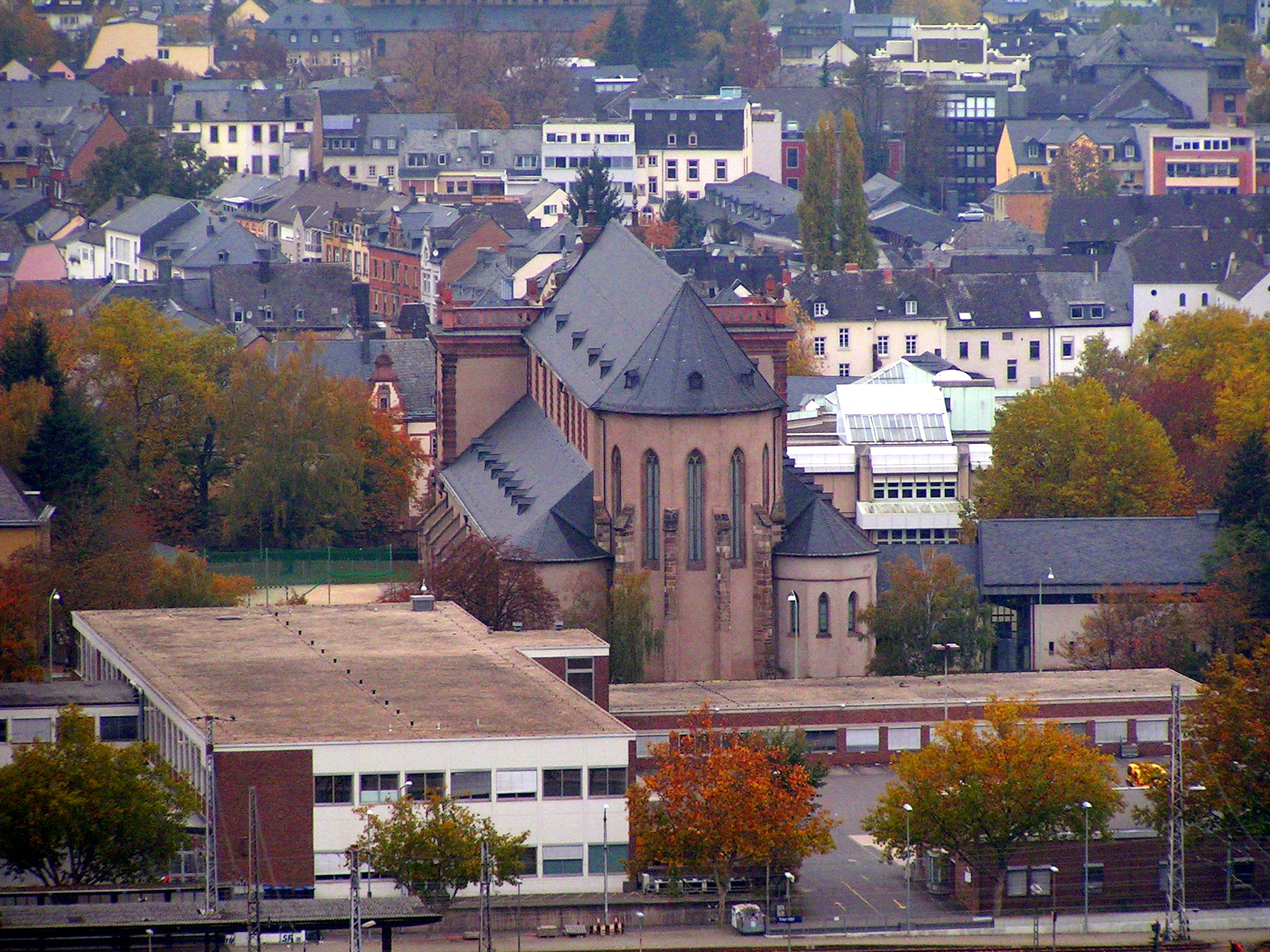
Апсиди церкви

## Цікаві факти
- Ченцем абатства був Адальберт Магдебурзький, другий єпископ руський (961—962), що проповідував християнство у Києві на запрошення княгині Ольги[2].